# Оситняжка (Новоукраїнський район)
Оситня́жка — село в Україні, у Новомиргородській міській громаді Новоукраїнського району Кіровоградської області. Населення становить 595 осіб станом на 2025 рік. Колишній центр Оситнязької сільської ради.

## Географія
Село розташоване у північній частині Новомиргородського району в долині річки Гнилий Ташлик, за 30 км на північний схід від районного центру і за 10 км від залізничної станції Капітанівка. В Оситняжці та її околицях існують кілька ставків; загальна їх площа на території сільської ради — 28 га.
В околицях села розташовані яри Железняків та Широкий берег; на південь від населеного пункту — невеликий Кирпин ліс, також поблизу села є лісовий заказник місцевого значення Окіп.

## Історія

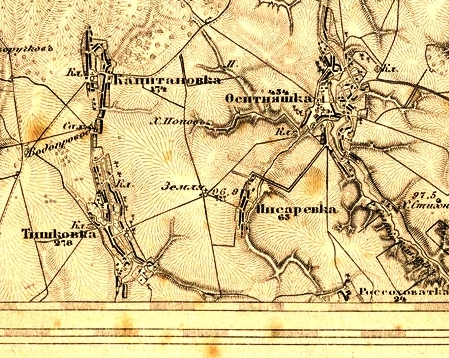
Оситняжка на військово-топографічній карті 1869 року

Поблизу села розташовані кілька курганів передскіфського і ранньоскіфського часу (VII—VI ст. до н. е).
Оситняжка заснована в першій половині XVIII століття втікачами з Полтавщини, Канівщини і Поділля. Назва села походить від рослини оситняк, що росла у тамтешніх низовинних місцях.
За переказами, в Калугеровому лісі в яру на південь від села колись давно жили монахи. В тому ж яру були залишки плотини, що називалася Чернечею греблею. Однак існування монастиря на цих землях не було встановлено. На північ від села знаходилося Шарпане замковище з підземними ходами, де, за переказами, місцеві оборонялися від нашестя татар. Назви Калугерове та Шарпане не збереглися до сьогодення.
У 1832 році генеральша Катерина Давидова продала Оситняжку Антону Котюжинському і Героніму Грудзинському. Частину Котюжинського пізніше успадкували його сини - Генріх, Конрад і Сигизмунд. Частина ж Грудзинського за приватні борги в 1837 році відійшла його кредиторам. Приватна власність в Оситняжці в 1864 році була розділена між Конрадом Котюжинським, Титом Буркат, Йосипом і Миколою Шанявськими, Миколою Бистрицьким, спадкоємцями Якова Добровольського, Констанцією Ясинською, Йосипом і Ософилом Зубовськими, Яковом Дибським, Францом Винцковським, Іваном Молендою та парафіяльною церквою.
В 1851 році в селі було збудовано дерев'яну церкву 4-го класу імені Св. апостола Петра і Павла на місці попередньої, що була заснована в 1764 році. До обʼєднання уніатів з вселенською церквою 1839 року, в селі також була уніатська каплиця, побудована Геронімом Грудзинським в 1816 році.
Станом на 1864 рік до Оситнязької парафії також зараховувалися 407 мешканців сіл Писарівка та Росоховатка, що належали відставному майору Августу Залевському.
У лютому 1918 року влада в Оситняжці перейшла до більшовиків. 25 липня 1919 року в селі відбулась зустріч повстанських отаманів Нестора Махна та Матвія Григор'єва, які домовилися 27 липня провести мітинг в селі Сентовому.
На фронтах Другої світової війни воювали 460 жителів Оситняжки. 210 з них загинули, 212 нагороджені орденами та медалями.
У боях за звільнення села в лютому-березні 1944 року відзначився командир мінометної роти гвардії лейтенант Сергій Гнатович Постєвой, який знищив німецький танк, самохідну гармату, 27 солдат, захопив полонених та цінні документи. Сергію Постєвому було присвоєно звання Героя Радянського Союзу, а на місці його подвигу встановлено пам'ятний знак.
1959 року було затверджено генеральний план забудови Оситняжки.
За часів СРСР в Оситняжці містилась центральна садиба колгоспу імені Ілліча, існували цегельний завод, млин та олійня.

## Населення
У 1864 році в Оситняжці мешкало 1936 осіб, з них: 1862 — православних, 35 — юдеїв та 29 — католиків.
Станом на 1869 рік, тут налічувалося 434 двори.
В 1970 році у селі проживало 2014 людей.
Згідно з переписом УРСР 1989 року чисельність наявного населення села становила 1247 осіб, з яких 505 чоловіків та 742 жінки.
За переписом населення України 2001 року в селі мешкали 964 особи.
| 1864 | 1970 | 2001 |
| ---- | ---- | ---- |
| 1936 | 2014 | 967  |
|      | ▲    | ▼    |

### Мова
Розподіл населення за рідною мовою за даними перепису 2001 року:
| Мова       | Відсоток |
| ---------- | -------- |
| українська | 99,17 %  |
| російська  | 0,72 %   |
| молдовська | 0,10 %   |

## Інфраструктура
В селі розташована загальноосвітня школа I—III ступенів, будинок культури, лікарська амбулаторія, дошкільний навчальний заклад «Веселка», дільничний пункт міліції та три магазини. Станом на літо 2013 року проводиться підготовка до газифікації села.

### Сільське господарство
Основним сільськогосподарським підприємством на території сільської ради є СТОВ «Оситняжка». Функціонують також кілька фермерських господарств.

### Транспорт
Транспортне сполучення з районним та обласним центрами здійснюється щоденним рейсовим автобусом Оситняжка—Кропивницький.
За 3 км на північний схід від села проходить автотраса, якою курсує рейсовий автобус сполученням Новомиргород—Черкаси.

### Вулиці
В Оситняжці налічується 7 вулиць та 13 провулків:
Згідно з рішенням сесії Оситнязької сільської ради № 32 від 24 грудня 2015 року, деякі вулиці села було перейменовано:
| Назва                  | Колишня назва        |
| Гагаріна вул.          |                      |
| Гетьманівська вул.     | Комсомольська вул.   |
| Горького пров.         |                      |
| Залізняка Максима вул. | Фрунзе вул.          |
| Зелений пров.          | Калініна пров.       |
| Лермонтова пров.       |                      |
| Лесі Українки вул.     | Леніна вул.          |
| Лісний пров.           |                      |
| Ломоносова пров.       |                      |
| Миру вул.              | Воровського вул.     |
| Молодіжна вул.         |                      |
| Незалежності пров.     | Дзержинського пров.  |
| Пушкіна пров.          |                      |
| Різдвяний пров.        | Жовтневий пров.      |
| Садовий пров.          | Карла Маркса пров.   |
| Степовий пров.         |                      |
| Тихий пров.            | Крупської пров.      |
| Чехова пров.           |                      |
| Шевченка пров.         |                      |
| Шкільна вул.           | 70-річчя Жовтня вул. |

Характерною особливістю нумерації будинків на вулицях Оситняжки є їх розміщення не почергово (коли зазвичай існують парна та непарна сторони) а підряд, по одній стороні вулиці.

## Казанська церква
В Оситняжці у пристосованому приміщенні розташована Казанська церква. Її настоятелем є протоієрей отець Іоанн (в миру — Іван Гойдош). Реєстрація статуту церкви проведена рішенням Кіровоградського облвиконкому № 285 від 6 листопада 1991 року.

## Фотогалерея

### Пам'ятники
| Назва                                                   | Розташування                                     | Дата встановлення | Фото | Короткі відомості |
| Воїнам, загиблим в роки Другої Світової Війни, меморіал | по вул. Лесі Українки, навпроти будинку культури |                   |      | |
| Постєвому Сергію, пам'ятний знак                        | по вул. Лесі Українки                            |                   |      | Табличка на пам'ятнику сповіщає, що на цьому місці 25 січня 1944 року гвардії лейтенант Сергій Гнатович Постєвой здійснив подвиг, за який йому було присвоєно звання Героя Радянського Союзу. |
| Механізатора, скульптура                                | біля будинку культури                            |                   |      | |
| Селянки, скульптура                                     | біля будинку культури                            |                   |      | |
| Володимиру Леніну, пам'ятник                            | у вестибюлі будинку культури                     |                   |      | |
| Радянських воїнів, братська могила                      | біля старої школи                                |                   |      | |
| Радянських воїнів, братська могила                      | в східній частині села                           |                   |      | |
| Колпакова Н. І., могила                                 | в східній частині села                           |                   |      | |

## Відомі люди
- Гончаренко Гнат Кирилович — заслужений вчитель УРСР, директор видавництва «Радянська школа»